# Tipula boregoensis
Tipula boregoensis är en tvåvingeart som beskrevs av Alexander 1946. Tipula boregoensis ingår i släktet Tipula och familjen storharkrankar. Inga underarter finns listade i Catalogue of Life.